# Tư thần lang
Tư thần lang (司辰郎, Timekeeper of the Imperial Observatory) là chức quan phụ giúp quan Ngũ quan chính, giữ việc theo dõi thời tiết, mùa màng trong Tư thiên đài thời Đường Trung Quốc.
Tại Việt Nam, thời Lê Thánh Tông, Tư thần lang là thuộc viên của cơ quan Tư thiên giám.
Thời Nguyễn Gia Long, Khâm thiên giám không đặt chức Tư thần lang, nhưng có chức Linh đài lang với trách nhiệm tương tự như chức Tư thần lang.

## Lưu ý
- Tại Trung Quốc, do Tư thiên đài là tên cơ quan, nên tên gọi đầy đủ cho chức vụ này là Tư thiên Tư thần lang (司天司辰郎)
- Tại Việt nam, do Tư thiên giám là tên cơ quan, nên tên gọi đầy đủ cho chức vụ này khi còn cơ quan Tư thiên giám là Tư thiên giám Tư thần lang (司天監司辰郎)